# 深水單臂細鮃
深水單臂細鮃為輻鰭魚綱鰈形目鰈亞目鮃科的其中一種，為熱帶海水魚，分布於西大西洋區，加拿大至巴西北部海域，棲息深度150-550公尺，體長可達18公分，棲息在泥底質底層水域，生活習性不明，可做為食用魚。

## 扩展阅读
維基物種上的相關：深水單臂細鮃